# DragonQuest
《DragonQuest》是由Simulations Publications於1980年發行的奇幻角色扮演遊戲。相較于《龍與地下城》等第一世代奇幻角色扮演遊戲特別透過角色職業等限制玩家，《DragonQuest》是早期强调利用技能、個人化訂制和大範圍選項系統的遊戲之一。

## 外部連結
- DragonQuest Players Association homepage（页面存档备份，存于）